# Westerberg (Hüsede)
Der Westerberg ist ein 194,3 m ü. NHN hoher Berg im Wiehengebirge südwestlich von Bad Essen-Hüsede in Niedersachsen.

## Lage
Der bewaldete Westerberg ist Teil des langgestreckten und fast durchgängig bewaldeten Wiehengebirges. Westlich (Born) und östlich (Osterberg bzw. Friedeberg) finden sich auf dem Hauptkamm nicht weit entfernte Berge, die etwa ähnlich hoch wie der der Westerberg sind. Westlich des Westerbergs finden sich auf dem  Hauptkamm des Wiehengebirges jedoch keine höheren Gipfel mehr. Nach Norden fällt der Berg in die Norddeutsche Tiefebene ab. Ungewöhnlich für einen Berg im westlichen Wiehengebirge ist seine Dominanz. Zwar ist bereits der Friedeberg kaum messbar niedriger, aber dennoch finden sich höhere Lagen erst rund 5 km südlich südlich am Holzhauser Berg im Osnabrücker Hügelland und ostwärts erst am Großen Kellenberg (Dominanz: rund 7 km) und Schwarzem Brink (Dominanz: rund 6 km), die beide zum Wiehengebirge zählen. Der Westerberg ist neben dem Heidbrink der einzige Berg im Wiehengebirge (Einteilung gem. Handbuch der naturräumlichen Gliederung Deutschlands) mit Bezugsberg außerhalb des Wiehengebirges hinsichtlich seiner Dominanz.
Vom Osterberg bzw. Friedeberg ist der Westerberg durch eine Döre mit Kreisstraße getrennt. Der Hüseder Mühlbach durchbricht hier den Hauptkamm nach Norden. Im Westen trennt der Westerberg die Döhre mit dem Durchbruch des Eielstädter Mühlenbachs, der nördlich die Gräfte der Burg Wittlage speist, vom Born. Die beiden genannten Bäche entwässern das Gebiet Richtung Hunte. Im Süden fällt der Berg zur Wierau bis auf etwa ab 192,8 m ü. NHN. Die Wierau zählt zum Flusssystem der Hase. Folglich verläuft in der Nähe des Gipfels die Weser-Ems-Wasserscheide.
Rund 5 km in westlicher Richtung auf dem Hauptkamm des Wiehengebirges liegt bei Bad Essen-Wehrendorf das niedrigere aber gleichnamige Gipfelpaar Westerberg (156 m ü. NHN) und Osterberg (173 m ü. NHN).

## Ehemalige Nike-Radarstellung
Auf dem Gipfel befinden sich die Reste einer Radarstellung der niederländischen Streitkräfte. Erhalten sind die Reste einer Radarbrücke mit Auffahrtrampe, die die für das westliche Wiehengebirge ungewöhnliche Dominanz Richtung VRV im Osten künstlich steigert und den Blick über die Baumwipfel erlaubt. Von hier wurde für die nordwestlich von Bad Essen gelegene Nike-Raketenstellung im Kalten Krieg bis 1975 die Zielerfassung durch mobile Radartrupps durchgeführt. Dazu waren die Stellung auf dem Westerberg  und die nahe von Schloss Ippenburg gelegene Feuerstellung per Kabel verbunden. Die Nike Stellung in Bad Essen war als konventionelle Stellung konzipiert; der Abschuss von Raketen mit atomaren Sprengköpfen war nicht vorgesehen. Teile der Anlage werden heute durch die Jugendbegegnungsstätte „Wiehenhorst“ genutzt. Von der Feuerstellung sind Munitionsbunker erhalten.

## Tourismus
Unweit südlich des Gipfels verlaufen der Wittekindsweg, der E11 und der Ems-Hase-Hunte-Else-Weg. Der Bad Essener Rundweg führt über den Gipfel. Am nördlichen Waldrand und am südlichen Gebirgsfuß verlaufen der DiVa Walk und der TERRA.Track Megalosaurus.